# Brickeln
Brickeln là một đô thị thuộc huyện Dithmarschen, trong bang Schleswig-Holstein, nước Đức. Đô thị Brickeln có diện tích 6,07 km², dân số thời điểm 31 tháng 12 năm 2006 là 215 người.